# Речковский сельсовет (Московская область)
Речковский сельсовет — упразднённая административно-территориальная единица, существовавшая на территории Тверской губернии и Московской области до 1954 года.
Речковский сельсовет до 1929 года входил в Микулинскую волость Тверского уезда Тверской губернии. В 1929 году Речковский с/с был отнесён к Лотошинскому району Московского округа Московской области.
В мае 1930 года в Речковский с/с из Степуринского района Ржевского округа Западной области было передано селение Татарки.
14 июня 1954 года Речковский с/с был упразднён, а его территория в полном составе передана в Микулинский с/с.